# Me enamoré (canción de Patrizio Buanne)
Me enamoré es una canción del cantante napolitano Patrizio Buanne, el cual es el tema principal de la novela El Vuelo de la Victoria producida por la mexicana Nathalie Lartilleux y transmitida por el canal Las Estrellas.

## Lanzamiento
La canción fue lanzada como el primer sencillo del álbum debut en español de Patrizio Buanne, de nombre Italianissimo. El álbum llevó a cabo bajo la dirección del Productor y Director Artístico mexicano Manolo Calderón. El video lyric fue publicado el 10 de julio, día en que se estrenó la telenovela, a través de su cuenta Mondo Buanne Productions.

## Créditos y personal
La canción fue compuesta por los compositores mexicanos; J. Eduardo Murguía y Mauricio L. Arriaga. El género de la canción: pop - balada romántica. Duración: 3:31 minutos. 